# Synsepalum nyangense
Synsepalum nyangense là một loài thực vật có hoa trong họ Hồng xiêm. Loài này được (Pellegr.) McPhersen & J.T.White miêu tả khoa học đầu tiên năm 1999.